# Zgnilizna korzeni roślin strączkowych
Zgnilizna korzeni roślin strączkowych (ang. Aphanomyces root rot of legumes (ARR)), także zgorzel siewek grochu, zgorzel korzeni grochu (root rot of pea), zgorzel korzeni fasoli (root rot of bean) – choroba niektórych gatunków roślin z rodziny bobowatych (Fabaceae), głównie roślin strączkowych. Jest to choroba zaliczana do grupy chorób roślin wywoływanych przez lęgniowce, a jej sprawcą jest grzybopodobny lęgniowiec Aphanomyces euteiches.

## Występowanie i szkodliwość
Aphanomyces euteiches opisany został przez Charlesa Franka Drechslera w 1925 r. jako sprawca choroby korzeni, która od dziesięcioleci nękała groch w Wisconsin. Później patogen ten został znaleziony w innych stanach USA, Europie, Australii, Nowej Zelandii i Japonii. Początkowo uważano, że wśród roślin rolniczych atakuje tylko groch. Później zidentyfikowany został na innych jeszcze roślinach rolniczych. Jego żywicielami mogą być: groch (Pisum sativum), lucerna (Medicago sativa), fasola zwykła (Phaseolus vulgaris), bobik (Vicia faba var. equina. syn. V. faba var. minor), koniczyna łąkowa (Trifolium pratense), koniczyna biała (Trifolium repens) i soczewica jadalna (Lens culinaris). Szczególnie duże szkody wyrządza jednak w uprawie grochu. Uznany został za najbardziej wyniszczającą chorobą tej rośliny na świecie. Średnio roczne straty z jej powodu wynoszą 10% plonu, ale zdarza się, że w warunkach sprzyjających patogenowi całe pola ulegają chorobie. W regionie Wielkich Jezior w USA pola uprawne grochu są intensywnie monitorowane pod kątem potencjału ARR, a gdy poziom zakażenia osiągnie wysoki poziom, całe pola są porzucane Ze względu na długowieczność oospor, pola o wysokim potencjale ARR często pozostają niezdatne do uprawy grochu przez wiele lat. Przemysł przetwórstwa grochu jest zwykle zlokalizowany w pobliżu pól produkcyjnych, aby skrócić czas między zbiorami a przetwarzaniem. Kiedy pola są opuszczane z powodu ARR, zakłady przetwórcze są zamykane i odbudowywane w pobliżu nowych pól produkcyjnych, co wymaga również przemieszczenia pracowników. Powszechne występowanie ARR w niektórych stanach USA spowodowało, że przemysł przetwórstwa grochu zmniejszył produkcję grochu na Środkowym Zachodzie i na wschodzie Stanów Zjednoczonych, a zwiększył w Idaho, Oregonie i Waszyngtonie, gdzie panują bardziej suche warunki środowiskowe. Jednak A. euteiches występuje powszechnie w północno-zachodnim Pacyfiku i nadal może powodować znaczne straty plonów w tym regionie.

## Objawy
W przypadku grochu i fasoli zmiany postępują od korzeni w górę na epikotyle i hipokotyle i sięgają powyżej linii gleby. Hipokotyle fasoli są nasiąknięte wodą, szaro-zielone i twarde. Jednak zmiany chorobowe na epikotylach grochu w końcu stają się czarne, a tkanki zapadają się, powodując powstanie wnęki powyżej liścieni. W przypadku lucerny hipokotyle rzadko wykazują zauważalne objawy, jednak liścienie są często chlorotyczne i ostatecznie ulegają nekrozie.
Chociaż objawy choroby ARR mogą być trudne do odróżnienia od objawów powodowanych przez inne patogeny roślin infekujące korzenie (takie jak Pythium, Rhizoctonia i Fusarium), istnieją pewne wyraźne różnice. Zgnilizna korzeni wywołana przez Aphanomyces rzadko powoduje gnicie nasion i przedwschodową zgorzel. Charakterystyczne zmiany spowodowane przez różne patogeny również się różnią. Infekcja Fusarium skutkuje czarną lub czerwonawą tkanką naczyniową, a infekcja Rhizoctonia skutkuje zapadniętymi, rakowymi zmianami.
A. euteiches nie wykazuje objawów makroskopowych, ale oogonia i oospory można zobaczyć w tkance korzeni pod mikroskopem.

## Zwalczanie
Najskuteczniejszym sposoby radzenia sobie z ARR jest stosowanie odpornych odmian, melioracja zmniejszająca wilgotność gleby oraz unikanie silnie porażonych pól. Odporność została zidentyfikowana u lucerny, fasoli, grochu i czerwonej koniczyny, a hodowla pod kątem odporności na ARR jest najbardziej skuteczna w przypadku lucerny i fasoli. Do niedawna łączenie cech ogrodniczych i akceptowanych przez konsumentów z odpornością żywicieli grochu było problematyczne. W 2012 roku jednak w USA dopuszczono do uprawy osiem odmian grochu o akceptowalnych cechach agronomicznych i częściowej odporności na ARR.
Oospory A. euteiches mogą przetrwać w glebie nawet 10 lat. Z tego powodu stosowanie płodozmianu nie wystarczy do zwalczenia tej choroby. Po ustaleniu, że pole ma wysoki potencjał ARR, hodowcom odradza się sadzenie podatnego żywiciela. Aby ocenić potencjał ARR na danym polu, próbki gleby są zbierane corocznie i oceniane w badaniach szklarniowych, zgodnie z protokołami pierwotnie opracowanymi na Uniwersytecie Wisconsin-Madison w 1958 r. Inne strategie kontroli ARR obejmują zapobieganie lub korygowanie warunków nasycenia gleby i zagęszczenia roślin.
Fungicydy okazały się nieskuteczne lub niecelowe w zwalczaniu ARR. W uprawach szklarniowych grochu zastosowanie węglanu wapnia lub siarczanu wapnia (gipsu) do gleby o wysokim potencjale ARR znacznie zmniejszyło nasilenie choroby. Zmniejszyła natężenie ARR również uprawa na zielony nawóz roślin z rodziny kapustowatych (Cruciferae). Uwalniane z ich liści i nasion lotne związki (izotiocyjaniany, jony tiocyjanianowe, nitryle i epitionitryle) mają szkodliwy wpływ na liczne drobnoustroje, w tym A. euteiches.